# Baduaire (curateur)
Pour les articles homonymes, voir Baduaire.
Baduaire  (en latin Baduarius) est une figure du VIe siècle de Constantinople, connu seulement par une seule inscription dans une épitaphe.

L'inscription est rédigée dans la langue grecque, et mentionne la glorieuse mémoire de Baduaire et Théodora. Son titre est donné en latin comme  curator domus rerum Areobindi (gardien de la maison de Areobindus). La formulation laisse entendre que ladite maison était la propriété d’une personne appelée Areobindus. C'était sans doute un domaine de la «propriété impériale» et Baduaire étant soit un gardien en service de l'Empire ou quelqu'un qui aurait bénéficié de la propriété à un moment donné.